# Jácome Ratton
Jácome Ratton (em francês Jacques Ratton; Le Monêtier-les-Bains, 7 de julho de 1736 – Lisboa, 3 de julho de 1820) foi um industrial, comerciante e político francês naturalizado português. Era deputado da Real Junta de Comércio, Agricultura, Fábricas e Navegação; fidalgo cavaleiro da Casa Real e da Ordem de Cristo.

## Biografia
Jacques Ratton nasceu em 7 de julho de 1736, na comuna francesa de Monestier de Briançon, atual Le Monêtier-ler-Bains. Era filho único de Jacques Ratton e de Françoise Bellon. Emigrou ainda criança para Portugal, onde aportuguesou, juntamente a seu pai, o seu nome: tornando-se Jácome.
Já possuia parentes em Portugal. Sua família vinha se consolidando com uma casa comercial na cidade do Porto, encabeçada por seu tio materno Jácome Bellon. Ratton estudou na capital Lisboa, formando-se nos anos iniciais e se orientando para o comércio.
Ratton casou-se em 1758, com Ana Isabel Clamouse, moça também francesa, filha do cônsul francês da cidade do Porto, Bernard Clamouse. Dentre os filhos do casal se destacam José Luís e Diogo Ratton, agraciado com o título de Barão de Alcochete.

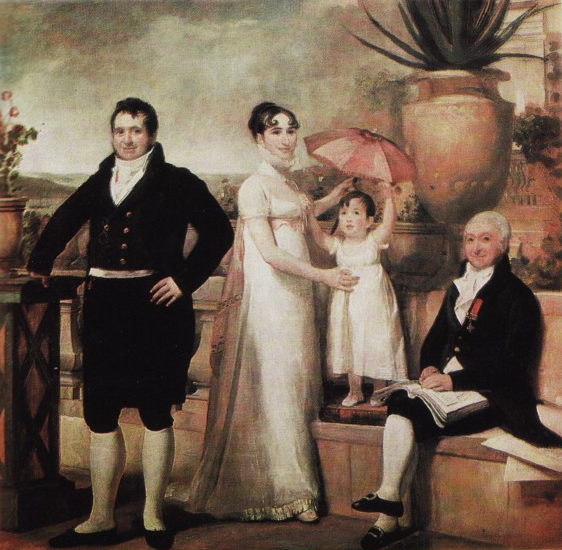
A Família Ratton (1807), por Domenico Pellegrini. Jácome Ratton aparece sentado ao lado.

Naturalizou-se português em 1762, em decorrência da Guerra dos Sete Anos, que durou de 1756 a 1763. Seu tio não demonstrou o mesmo interesse em adotar a nacionalidade portuguesa, e foi obrigado a retornar para França, Jacomé Ratton assumiu a casa comércio do tio.
Em 1764, participando das políticas de fomento industrial do Marquês de Pombal, projetou uma fábrica de tinturaria, uma fábrica de chitas, uma fábrica de papel e uma chapelaria, na capital e na cidade de Elvas. Paralelamente a isso, investiu na exploração das salinas de Alcochete e na produção de Eucalipto e de Araucária (tendo introduzido as especies em solo português), ambas em Portugal. 
Em 1789 fundou uma fábrica de fiação de algodão em Tomar, na região central do país, em parceria com o francês ilustrado Timothy Lecussan Verdier. A fábrica foi revolucionária no reino, já que era a primeira a usar a máquina a vapor.

## Política
Por seu incentivo a economia e a industria portuguesa foi nomeado, em 1788, deputado da Real Junta do Comércio, Agricultura, Fabricas e Navegação. Esta era um tribunal superior régio destinada a toda a movimentação do comércio, da agricultura, das fábricas e da navegação, ou seja, era o orgão máximo da economia portuguesa. 
No mesmo ano foi feito fidalgo cavaleiro da Casa Real e recebeu a comenda da Ordem de Cristo.

### Memorialista
Foi ainda um celebrado memorialismo, escrevendo o famoso “Recordaçoens de Jacome Ratton sobre occurrencias do seu tempo em Portugal de 1747 à 1810 que rezidem em Lisboa” (1813), obra de relatos, reflexões jurídicas, anedotas ácidas e o mais puro deboche.

## Queda

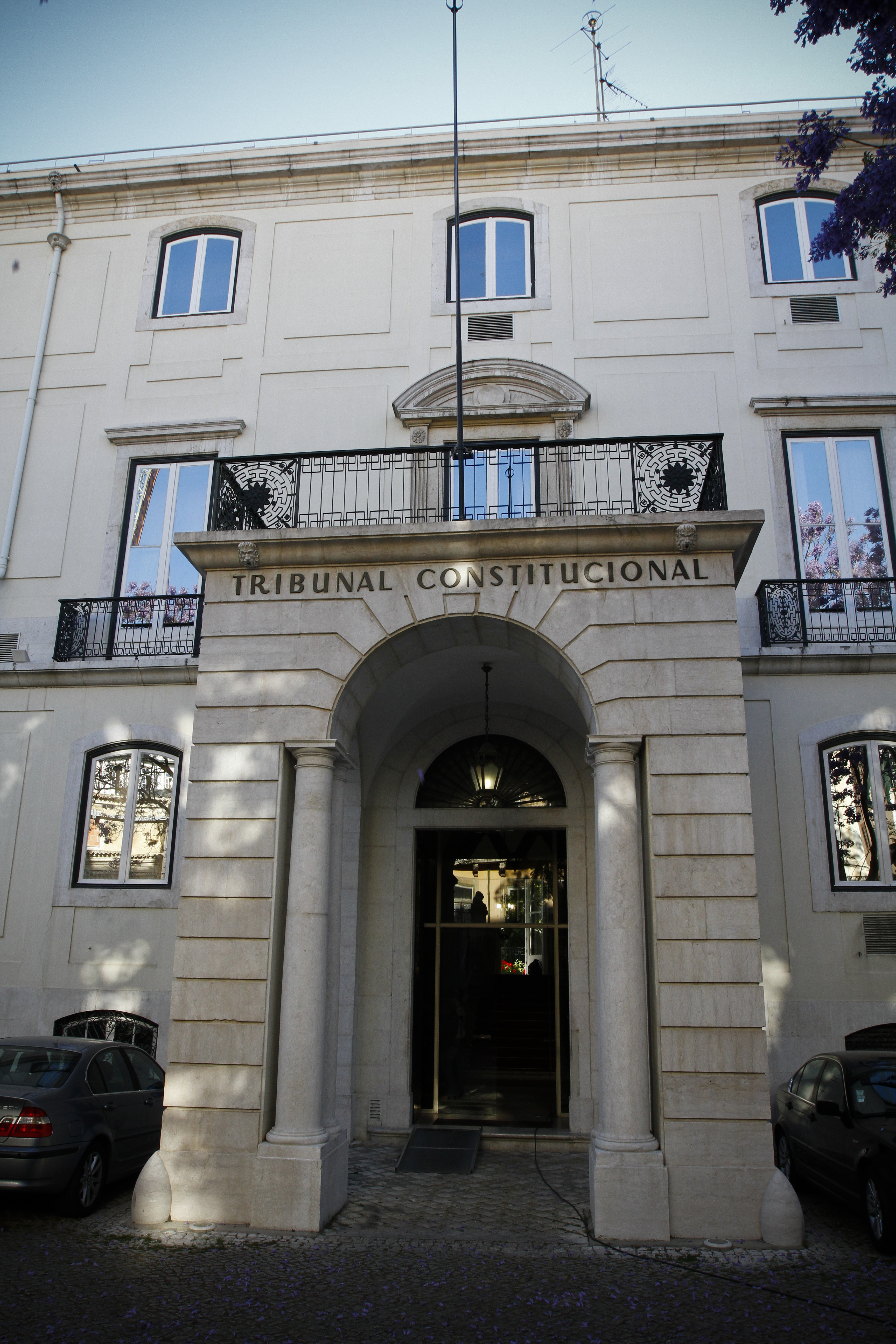
Palácio Ratton, atual Tribunal Constitucional de Portugal

Durante as invasões francesas, manteve-se afastado do governo de Junot. Pairava um grande preconceito contra os franceses na sociedade portuguesa, justamente pelas pressões napoleônicas. Em 1807 foi demitido do cargo de deputado da Real Junta de Comércio. Em 1810 foi preso, e enviado para a torre de São Julião da Barra, sob a acusação de ser jacobino, e de conspirar contra o governo português. 
Por sua amizade com o comandante inglês Lord William Stuart, conseguiu fugir para a Inglaterra. Lá permaneceu até 1816, quando conseguiu voltar para Lisboa. Hoje o seu palácio em Lisboa, o Palácio Ratton, é sede do Tribunal Constitucional de Portugal.